# Arytrurides sordidata
Arytrurides sordidata är en fjärilsart som beskrevs av John Henry Leech 1900. Arytrurides sordidata ingår i släktet Arytrurides och familjen nattflyn. Inga underarter finns listade i Catalogue of Life.